# Alte Synagoge (Pilsen)

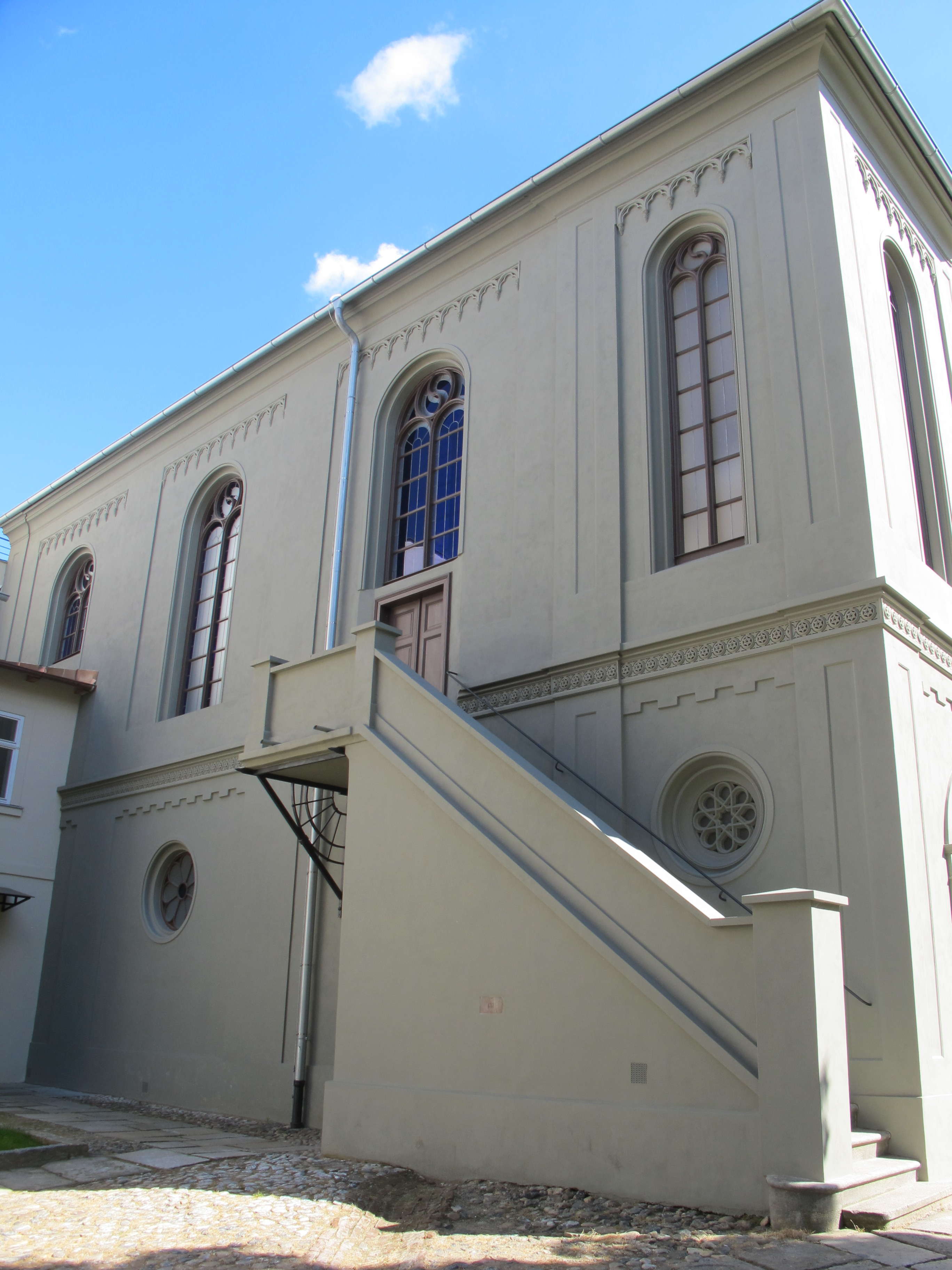
Alte Synagoge in Pilsen

Die Alte Synagoge (tschechisch Stará synagoga) ist das Gotteshaus der örtlichen jüdischen Gemeinde in Pilsen (Tschechien). Die Synagoge wurde in den Jahren 1857 bis 1859 im neuromanischen Stil errichtet. Sie ist als Kulturdenkmal in der Tschechischen Republik geschützt.

## Bau- und Nutzungsgeschichte
König Ladislaus Postumus gewährte der Stadt Pilsen das „Privileg“, über die Anzahl der hier lebenden Juden selbst zu bestimmen. Die Stadt nutzte dieses „Recht“, um 1504 zunächst einen Teil der jüdischen Bevölkerung zu vertreiben und 1533 schließlich auch die restlichen Juden aus der Stadt zu verbannen, so dass die mittelalterliche jüdische Gemeinde erlosch. Erst 1790 wurde dem jüdische Handelsmann Joachim Propper erlaubt, ein Haus im Stadtgebiet zu erwerben. Anfänglich wuchs die Gemeinde bis 1821 (32 Juden) nur sehr langsam. Erst die Revolution von 1848/1849 im Kaisertum Österreich brachte für Juden die volle Gleichberechtigung. Von 1854 bis 1910 wuchs die jüdische Bevölkerung von 249 Personen auf 3486.
1857 wurde auf einem Hinterhofgelände des jüdischen Gemeindehauses in der Nähe des Stephansplatzes, des heutigen zentral gelegenen Smetana-Platzes, der Grundstein zur Alten Synagoge gelegt. Auf dem Gelände gab es auch einen rituellen Schlachthof, der koscheres Fleisch anbot. Die Synagoge wurde innerhalb von zwei Jahren nach den Plänen von Martin Stelzer errichtet. Durch ihre Lage war sie direkten Blicken von der Straße entzogen und bot Platz für 250 Gläubige. 1869 wurde sie mit einer Orgel ausgestattet, die aber nicht erhalten ist.
Bereits wenige Jahre später war sie dem Andrang der Gläubigen nicht mehr gewachsen, so dass daneben 1875 eine Hilfssynagoge errichtet wurde, die von reformierten Juden aufgesucht wurde und bis zum Jahr 1893 auch als jüdische Schule genutzt wurde. Die beiden Gebäude waren durch eine Steintreppe verbunden, die zur Galerie der Alten Synagoge führte. Heute befindet sich hier das Mahndenkmal der Holocaustopfer „Zahrada vzpomínek“ (Erinnerungsgarten). 1888 begann der Bau der Großen Synagoge, der 1893 vollendet wurde. Nach dem Umzug der Gemeinde in das neue Gotteshaus wurde die Alte Synagoge als Lagerraum genutzt, was wohl ihre Zerstörung in der Zeit der deutschen Besatzung verhinderte.
Im Januar 1942 wurden ca. 2600 Juden aus Pilsen und Umgebung in drei großen Transporten ins KZ Theresienstadt und in andere Lager deportiert. Der Holocaust kostete mehr als 90 % der Deportierten das Leben. Nur wenige Juden kehrten nach Kriegsende in die Stadt zurück. Nach Ende des Prager Frühlings 1968 setzte eine weitere Auswanderungswelle ein und die Alte Synagoge verfiel zusehends.
In den Jahren 2010 bis 2014 wurde die Alte Synagoge im Rahmen des Zehn-Sterne-Projekts umfassend restauriert, das sich der „Revitalisierung jüdischer Denkmäler“ in der Tschechischen Republik widmete (tschechisch Revitalizace židovských památek v České republice). Die Renovierungskosten beliefen sich auf 31.939.000 CZK (ca. 1,25 Mio. Euro), die zu 85 % von der Europäischen Union bezuschusst wurden. Heute leben nur noch wenige Juden in Pilsen (ca. 70 Personen). Die kleine jüdische Gemeinde nutzt das Gebäude für ihre Gottesdienste. Erneuert wurde auch das sogenannte Schammeshaus (Haus des Synagogendieners), das heute als Information mit Kasse dient. Es kann auch für kleinere Veranstaltungen genutzt werden.

## Außenbereich
Das neuromanische Gebäude verfügt auf der Nordseite über eine Außentreppe, die als Fluchtweg dient. Auf dem Gelände befindet sich auch eine Laubhütte.

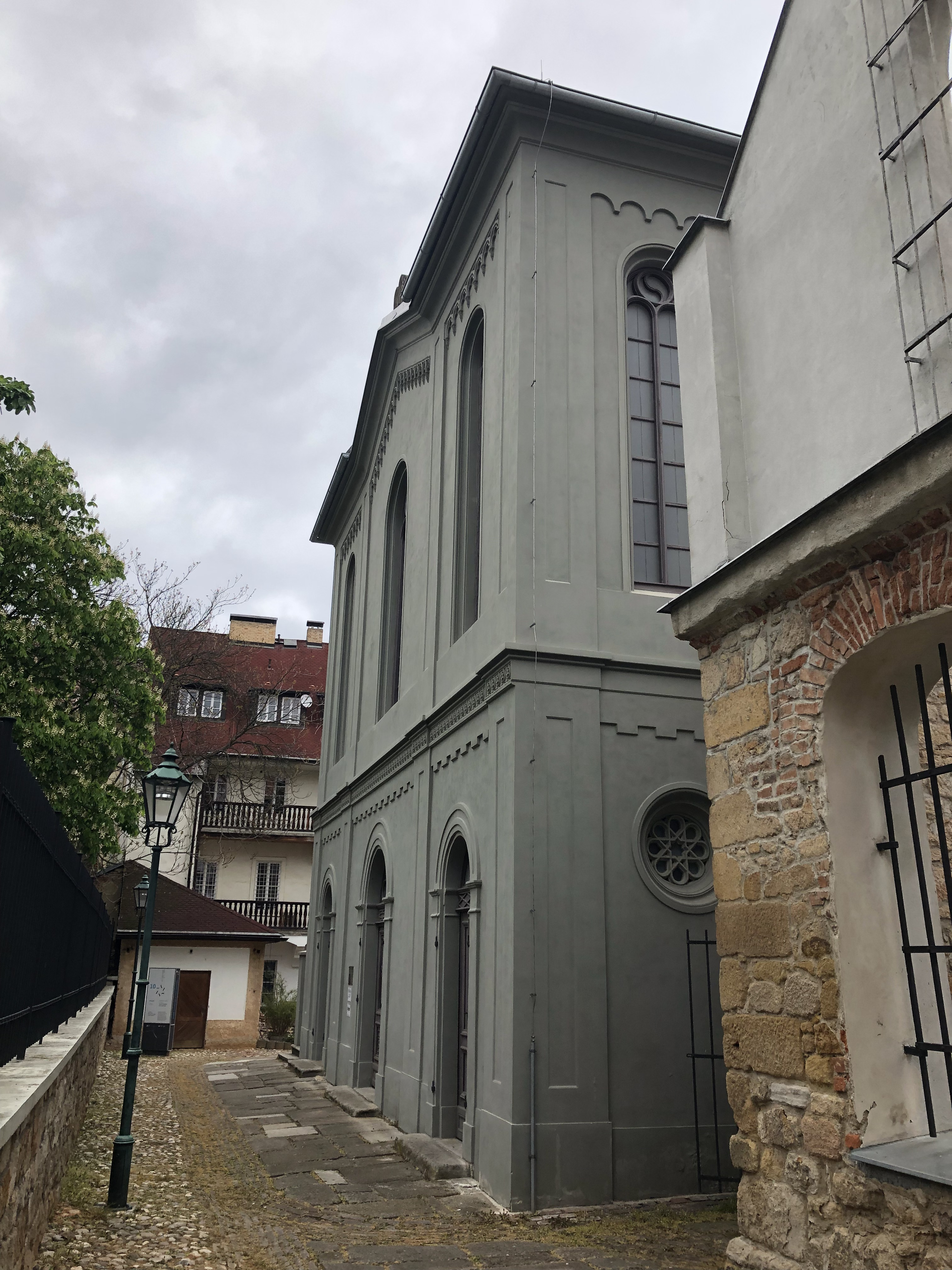
Westseite mit Eingang
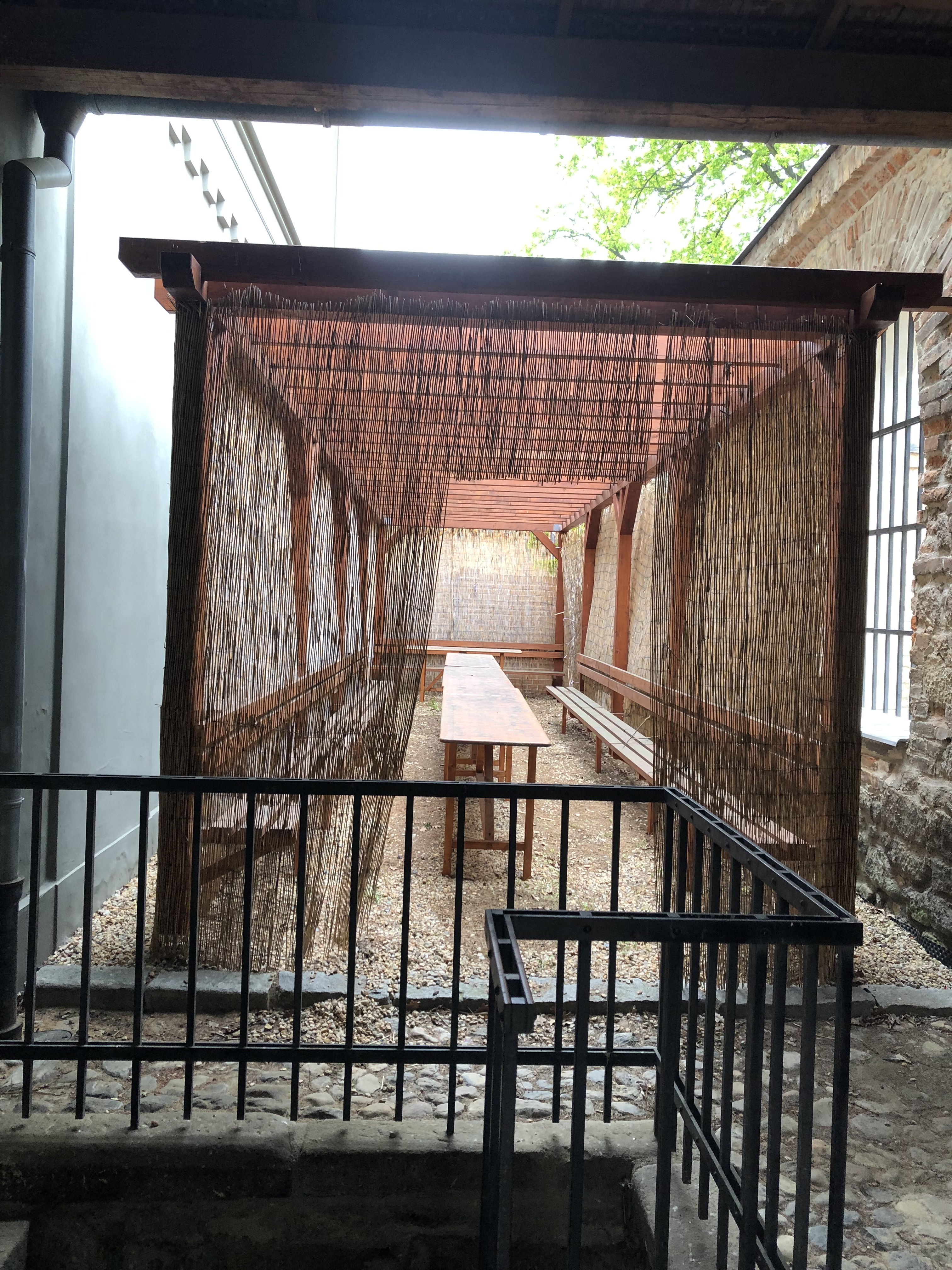
Laubhütte (Sukka)
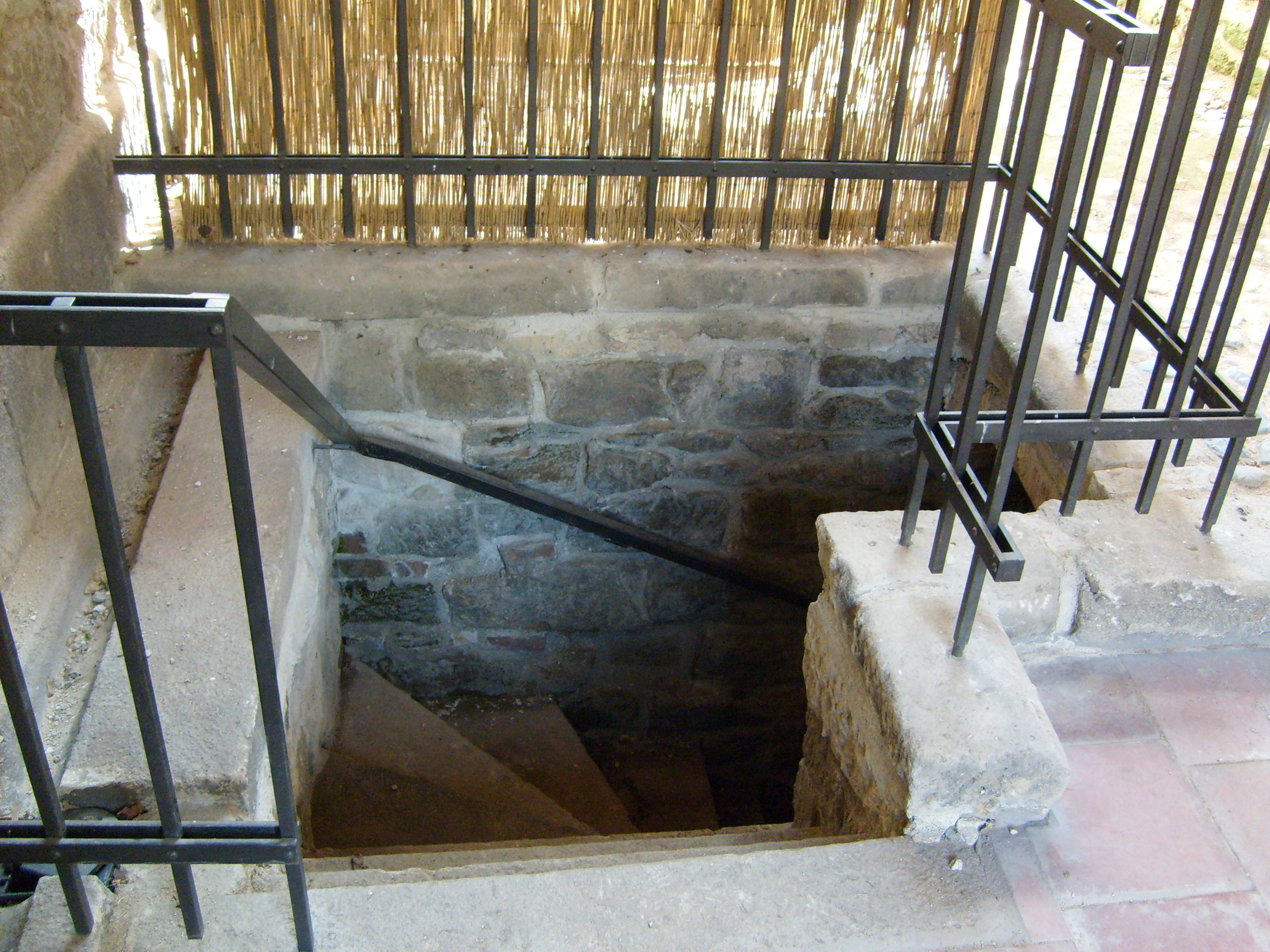
Eingang zur ursprünglichen Mikwe

## Innenraum
Die Bima mit dem Toraschrein liegt in der Synagoge an der Ostseite. Die Haupthalle wird von einer zweigeschossigen Frauengalerie auf Holzpfählen umschlossen. Die Frauengalerie ist als kleines Museum über das Judentum eingerichtet. Der Toraschrein wurde von 2010 bis 2014 renoviert und mit dekorativen Gipselementen verziert. Unter der Kassettendecke hängt ein vielarmiger Lüster. Im Westteil der Frauengalerie ist eine Uhr eingebaut.

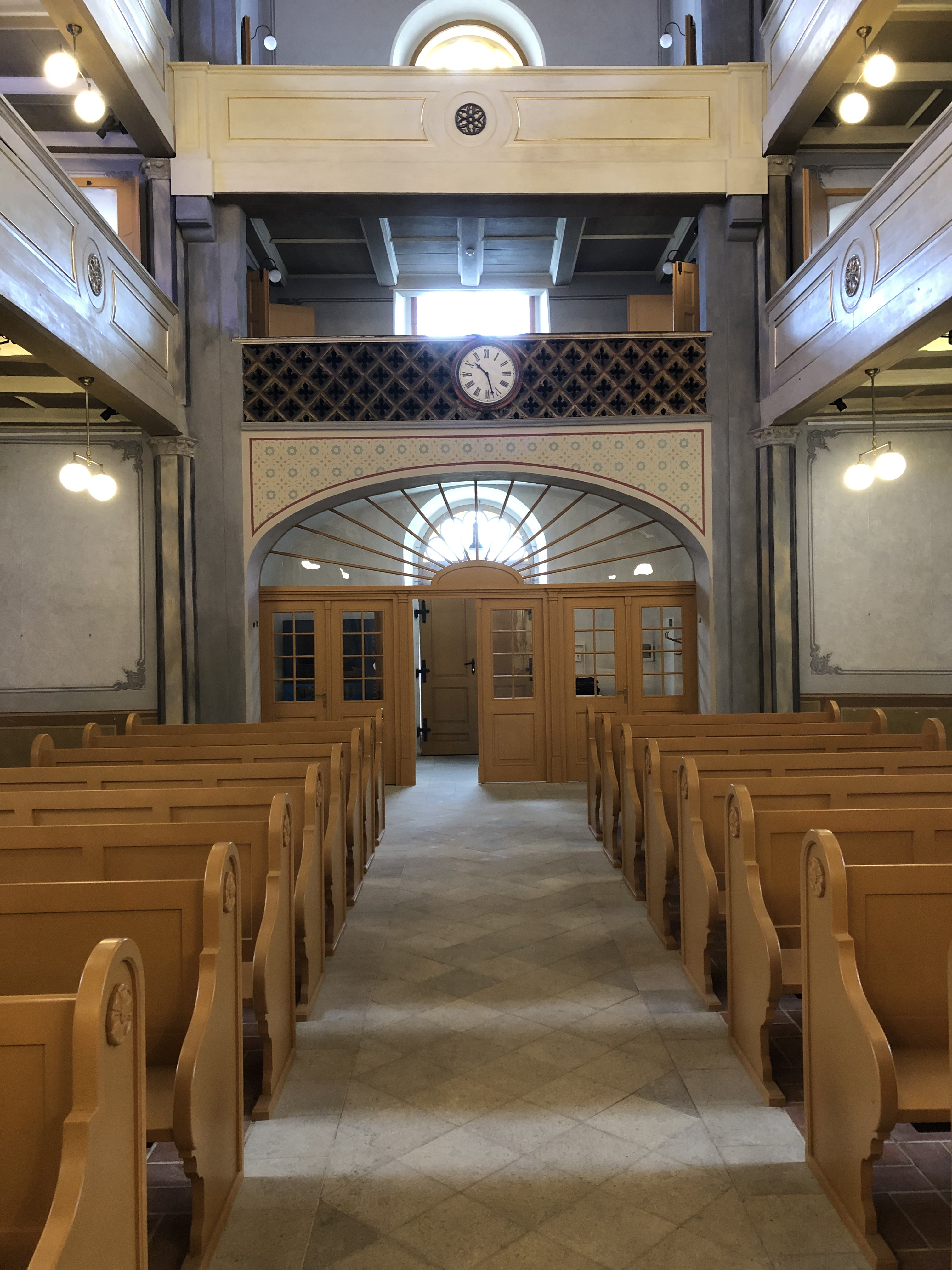
Blick nach Westen zum Ausgang
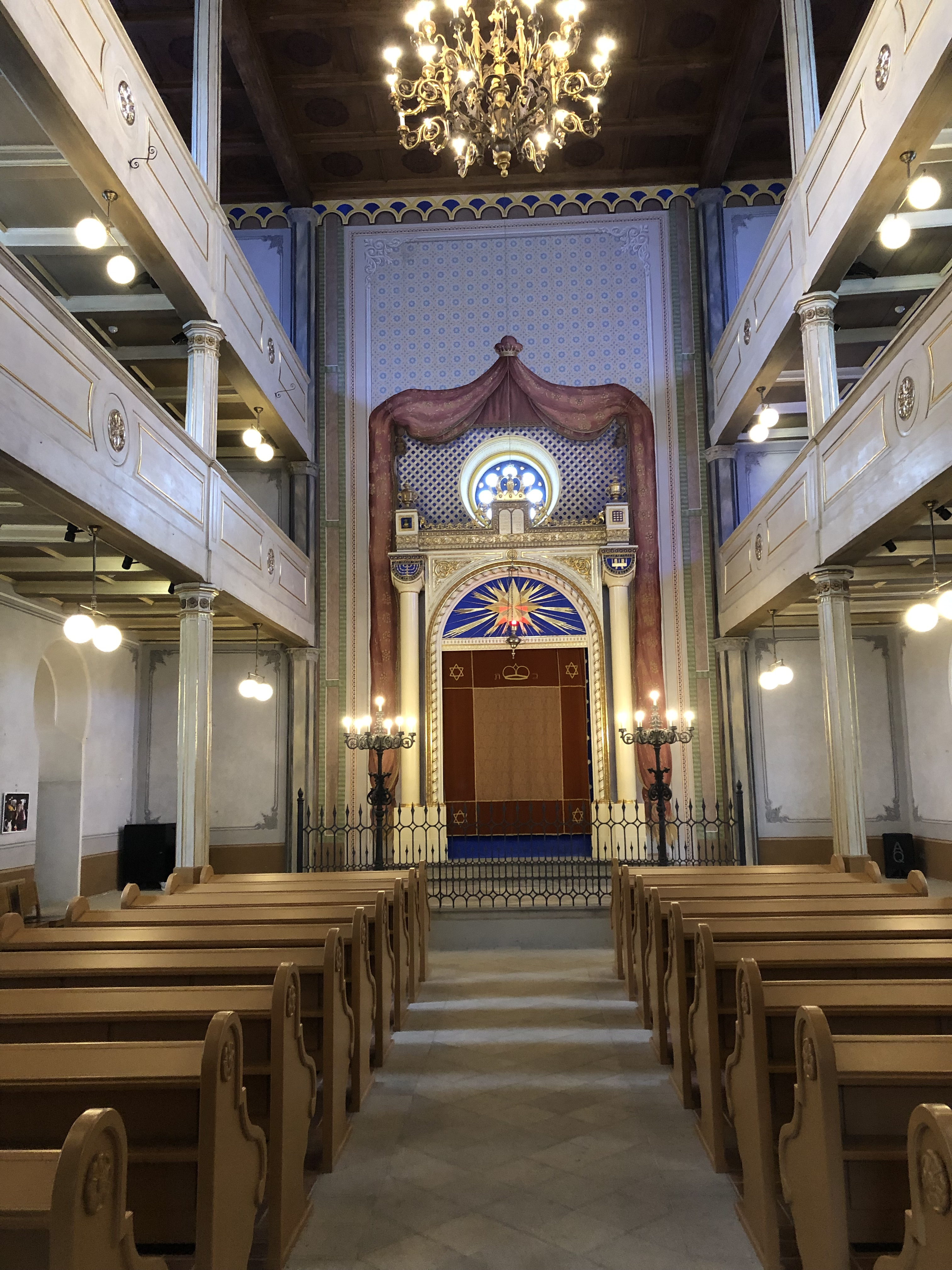
Blick nach Osten zur Bima und zum Thoraschrein
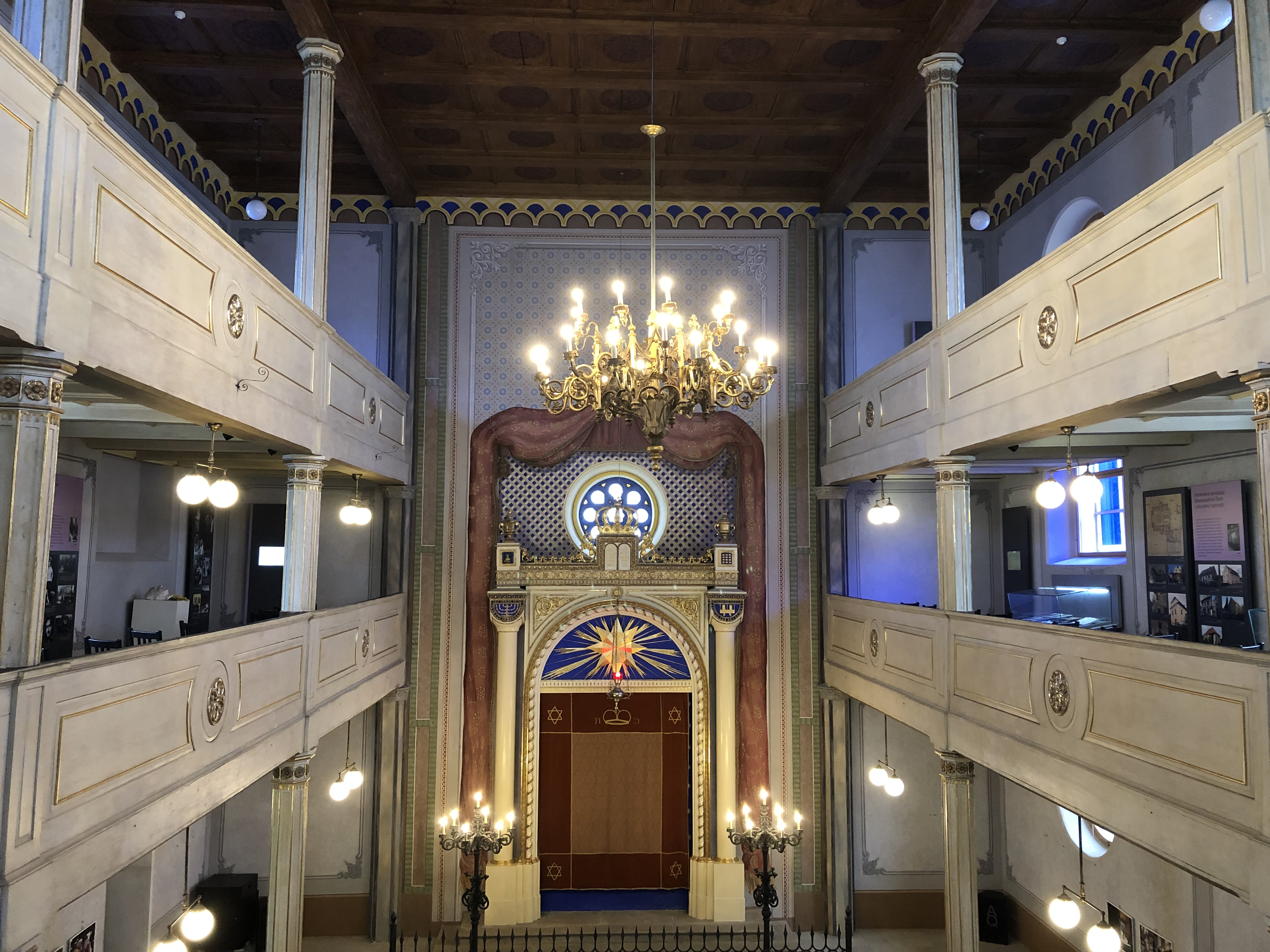
Frauengalerie
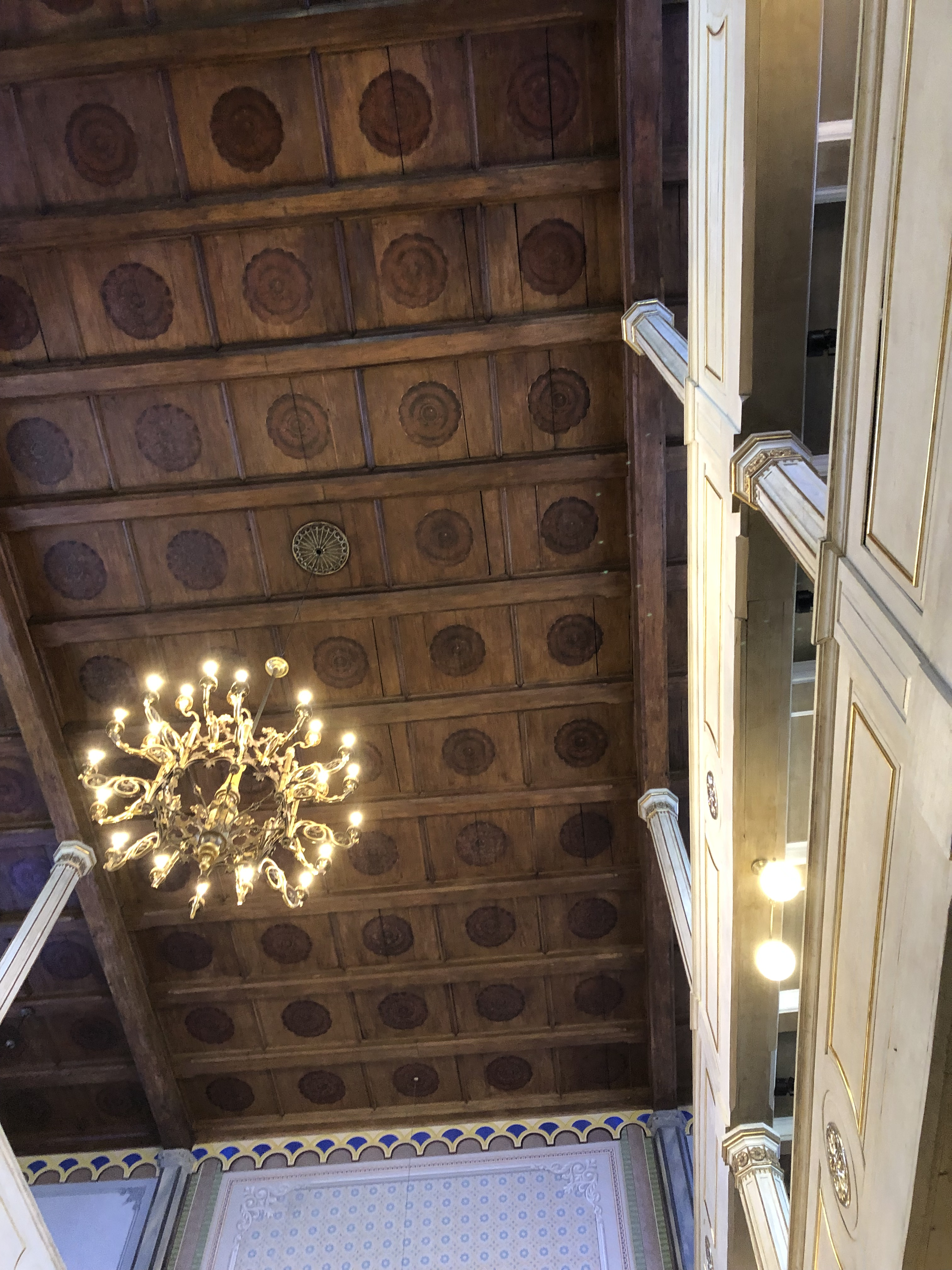
Kassettendecke

## Holocaustdenkmal
Neben der Alten Synagoge war eine Hilfssynagoge errichtet worden, von der nur noch die Grundmauern erhalten sind. Das Gelände wurde im Jahr 2002 in ein Mahnmal für die Opfer des Holocaust umgestaltet. Der Erinnerungsgarten besteht aus Steinen, die mit den Namen und Geburtsdaten von Opfern versehen sind.

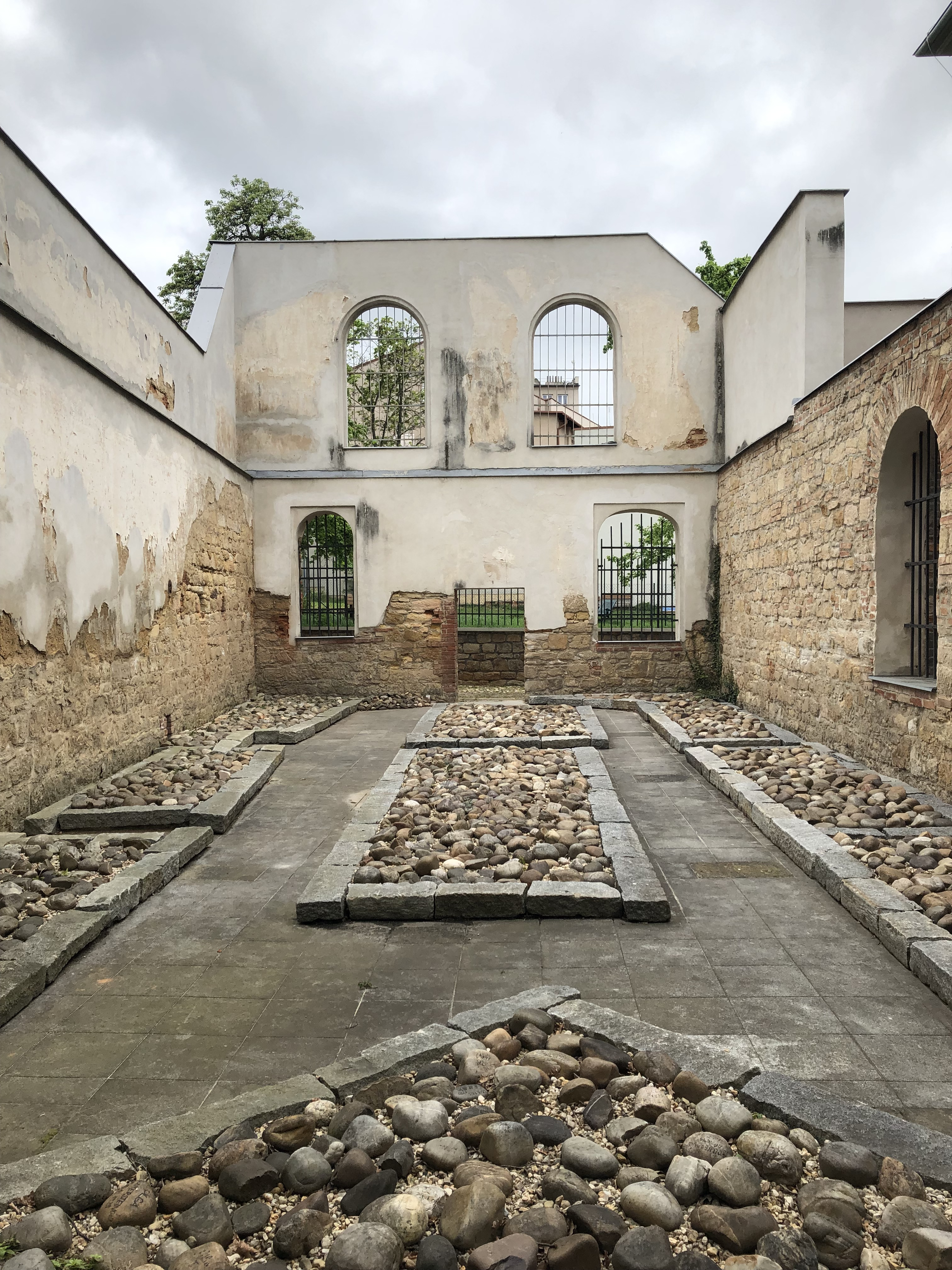
Blick nach Westen
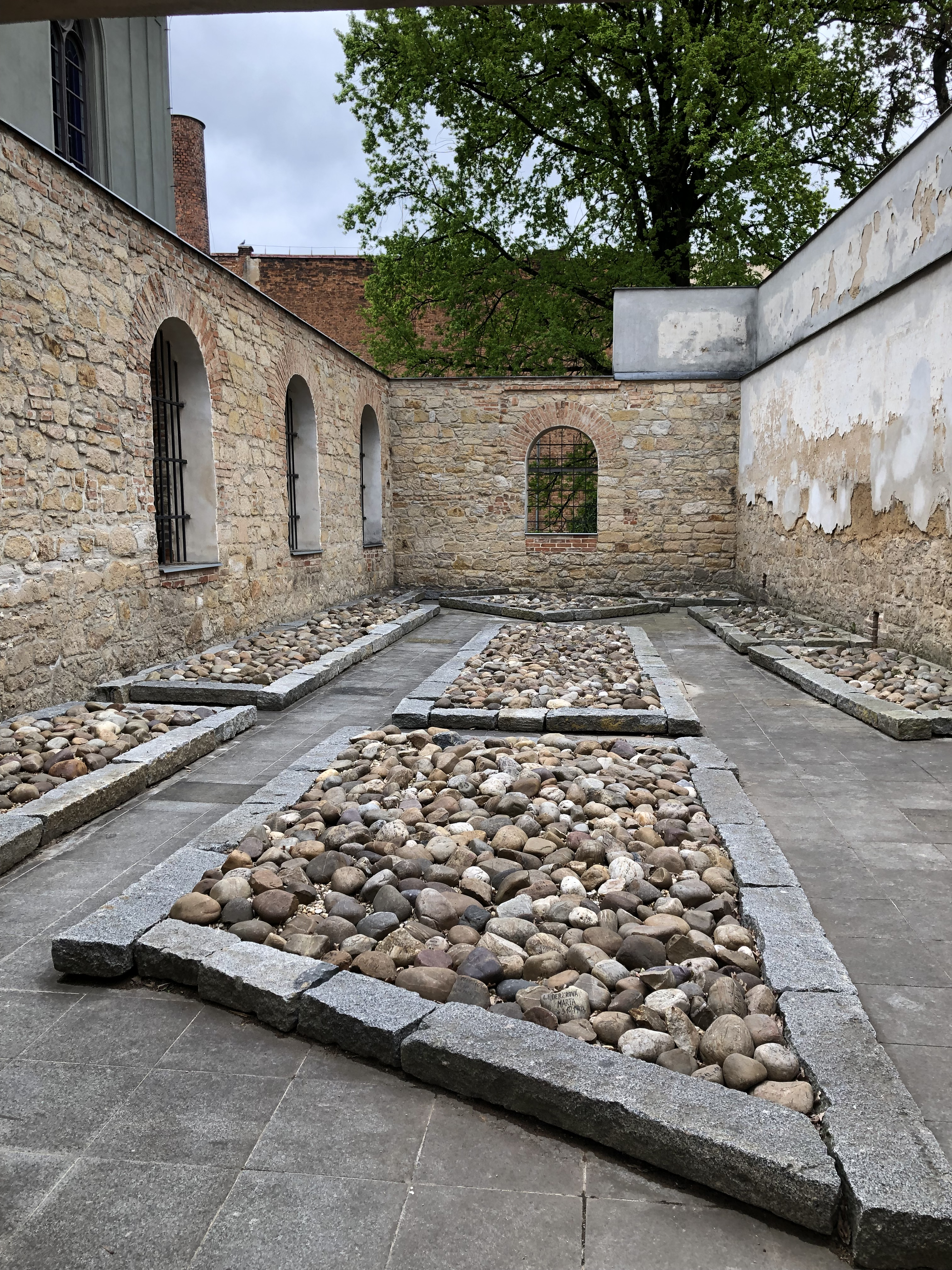
Blick nach Osten

## Besichtigung
Die Alte Synagoge und das restaurierte ehemalige Schammes-Haus mit Information und Kasse befinden sich in einem Hinterhof, der durch einen Durchgang in der Straße Smetanovy sady 80/5 in 301 00 Plzeň 3-Jižní Předměstí erreicht werden kann. Ein großer grüner Punkt auf der Straße weist auf die Sehenswürdigkeit hin. Eine Besichtigung ist ganzjährig jeweils von Sonntag bis Freitag von 10:00 bis 18:00 Uhr möglich. Am Sabbat und an jüdischen Feiertagen kann die Synagoge nicht besichtigt werden.

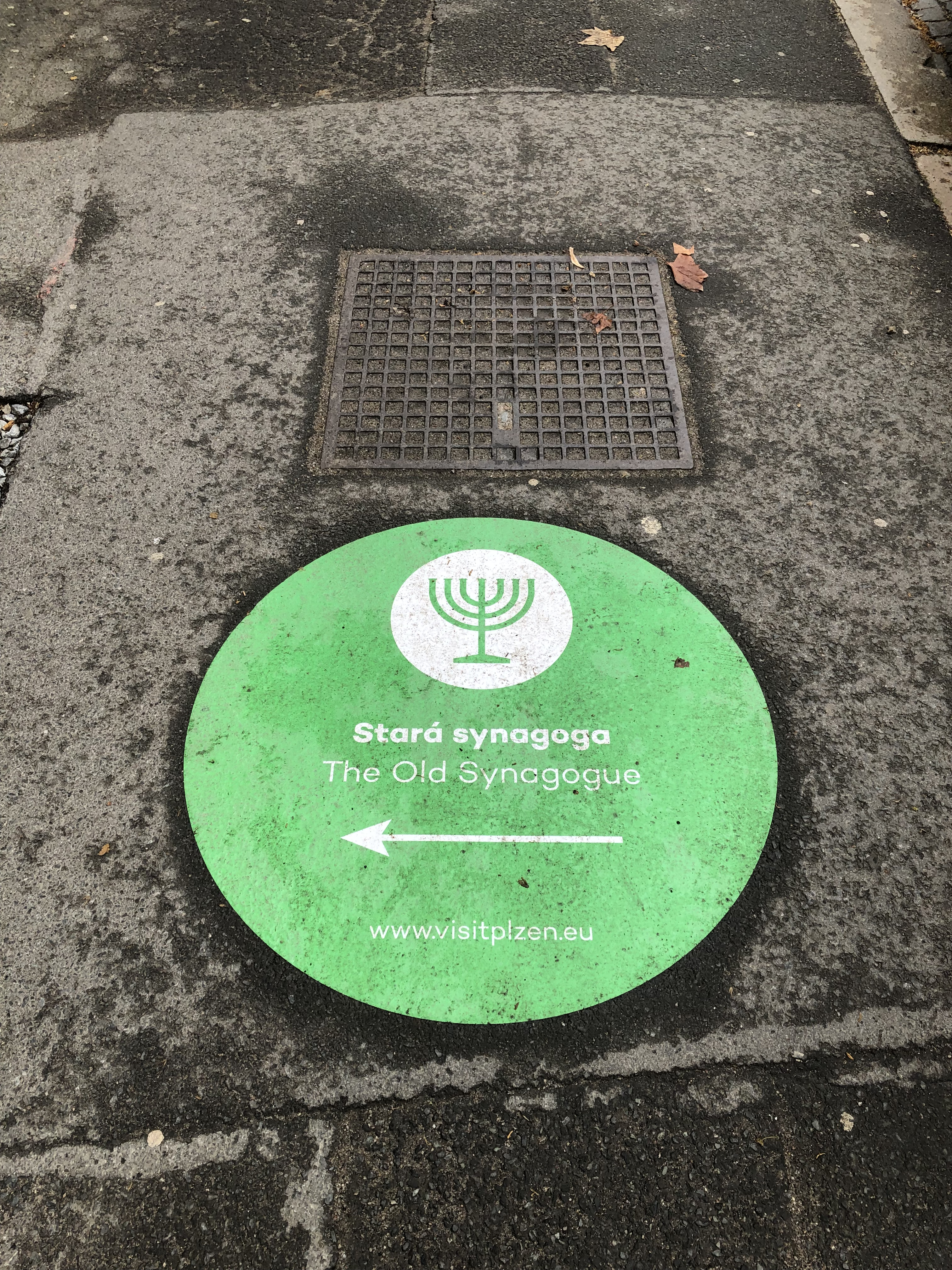
Hinweis auf der Straße zum Eingang
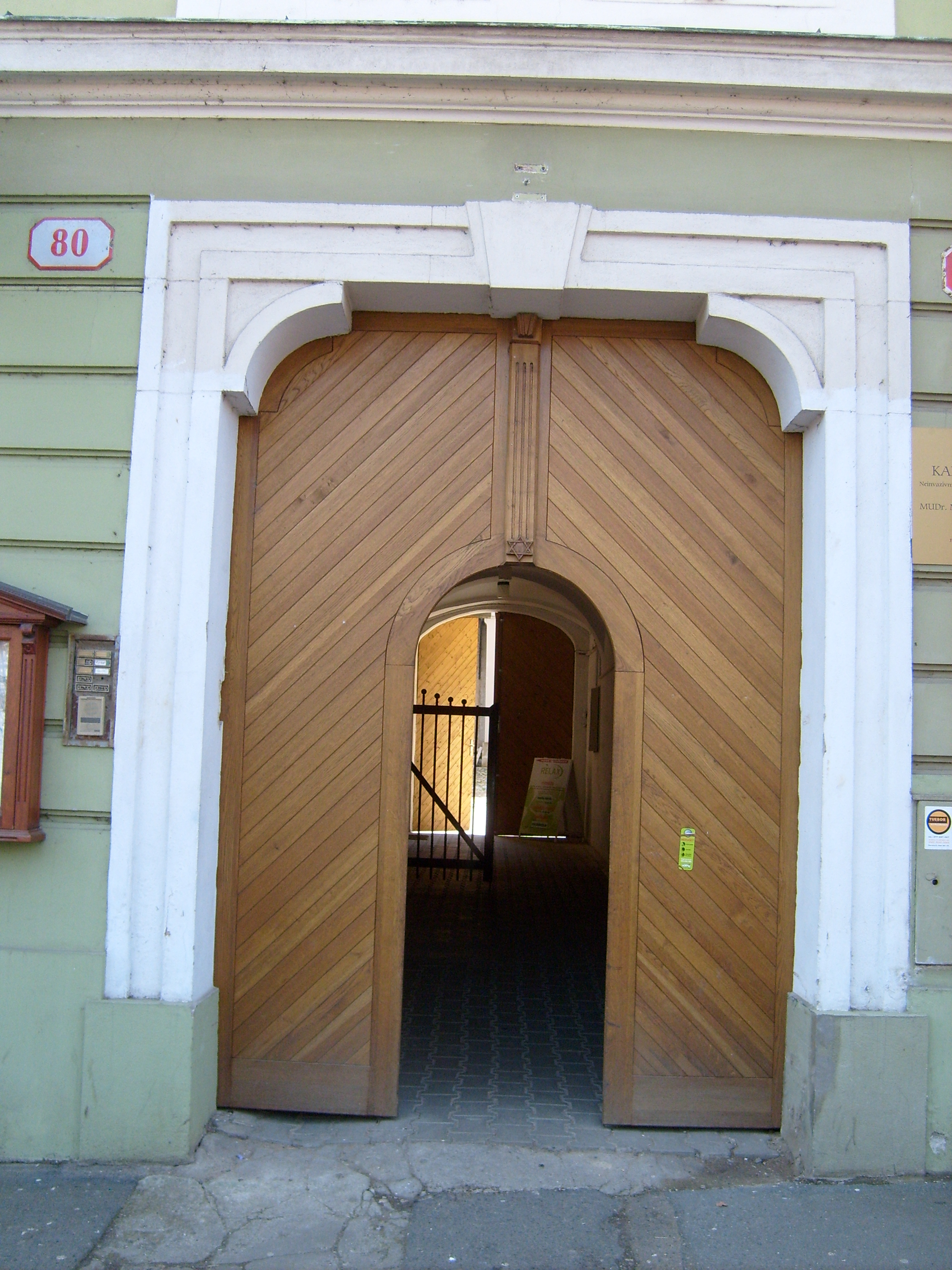
Durchgang zur Alten Synagoge
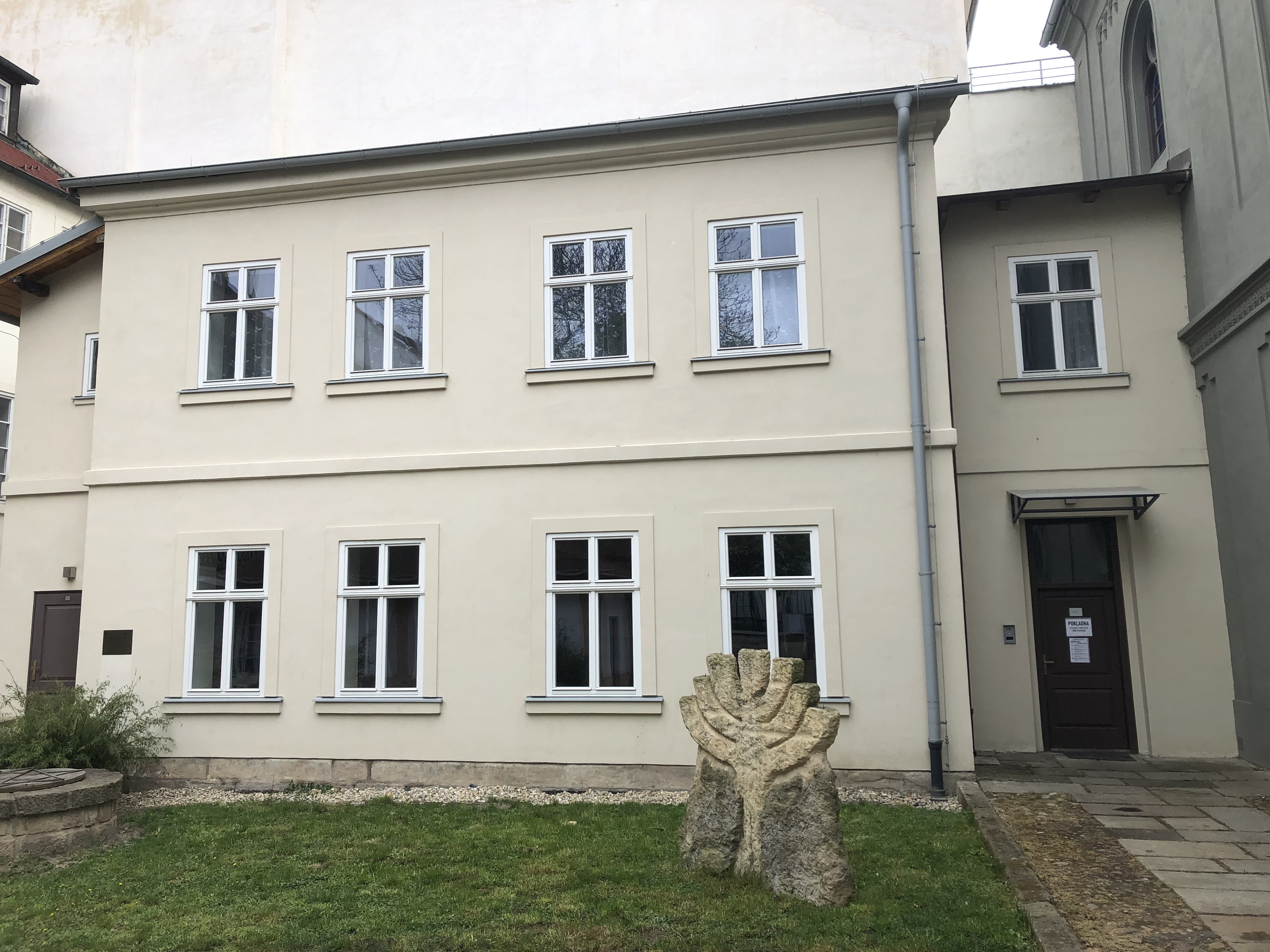
Ehemaliges Schammes-Haus (heute: Information mit Kasse)